# Habitatge al carrer de Llovera, 13 (Reus)
L'Habitatge al carrer de Llovera, 13, és un edifici del municipi de Reus (Baix Camp) inclòs en l'Inventari del Patrimoni Arquitectònic de Catalunya com a Bé Cultural d'Interès Local.

## Descripció
És un habitatge situat al carrer de Llovera, que té planta baixa, entresòl i tres pisos. Presenta tres entrades a la planta baixa, dues de comercials de majors dimensions, allindanades amb muntants que imiten pilastres estriades i al centre la porta que dona accés als pisos superiors, també allindanada i força senzilla. L'entresòl presenta dues obertures amb barana de ferro forjat, emmarcades amb relleus florals. La resta de pisos consten de tres obertures emmarcades per lloses de pedra amb relleus florals a les llindes. Als dos primers pisos hi ha una balconada correguda amb tres sortides simètriques a les obertures de la planta baixa, i al tercer són tres balcons individuals que segueixen els mateixos eixos. Les baranes són de ferro forjat amb motius vegetals i pintades de blanc. L'edifici es remata amb un petit voladís suportat per mènsules.